# Ramsden (Oxfordshire)
 (octobre 2023).
Pour les articles homonymes, voir Ramsden.
Ramsden est une paroisse civile et un village de l'Oxfordshire, en Angleterre.